# Pension Transbacher
Pension Transbacher ist eine deutschsprachige Drag-Comedy-Webserie, die als Spin-off der YouTube-Serie Babsner.TV entstand. Die Serie wurde von Babsy Sonnenschein entwickelt und  war exklusiv beim Streaming-Anbieter Amazon Prime Video verfügbar.

## Hintergrund und Entstehung
Die Webserie Babsner.TV wurde zwischen 2009 und 2018 in unregelmäßigen Abständen auf YouTube veröffentlicht und zeigte unter anderem Babsy Sonnenschein, Zaza von Baden und Gracia Gracioso. Im Rahmen dieses Formats wurde die Miniserie Die Familie Transbacher produziert, die mit vier Folgen auf YouTube große Popularität erreichte.
Nach dem Tod der Darstellerin Else Roe alias „Oma Else“ im Jahr 2018 entschieden sich die Macherinnen, ein neues, eigenständiges Format mit neuen Mitwirkenden zu entwickeln. Daraus entstand Pension Transbacher, das von Babsy Sonnenschein als Executive Producerin an Amazon Prime Video lizenziert wurde.
Im Verlauf der Serie gab es einige Besetzungswechsel. Franky Sunshine trat ab Episode S02E02 als Herr Pissenbrenner auf, der zunächst eine kleinere Rolle als Herr Habersack hatte. Ariya Angelic übernahm nach Staffel 4 die Rolle der neuen Rezeptionistin Roletta Ramblecht, nachdem Felicia Banzai die Serie verließ. Toby As ersetzte Alex von Schmidt nach dessen krankheitsbedingtem Ausscheiden und spielte fortan Frau Bartmann. Prominente Gastrollen hatten unter anderem der Comic-Zeichner Ralf König, die kölsche Diva Marion Radtke und der Schauspieler Rino Galiano.

## Handlung und Konzept
Pension Transbacher ist eine dadaistische Drag-Sitcom, die sich um die Bewohnerinnen und Gäste einer skurrilen Pension dreht. Die Serie lebt von den wechselnden Darstellerinnen und den humorvollen, oft improvisierten Dialogen mit zahlreichen Wortwitzen. Die Besetzung besteht bewusst aus Laiendarstellerinnen, um einen besonderen Charme und Authentizität zu erzeugen.

## Besetzung
| Name               | Rolle                                                       | Familienverhältnisse             | Spätere Auftritte in der Pension Transbacher |
| ------------------ | ----------------------------------------------------------- | -------------------------------- | -------------------------------------------- |
| Babsy Sonnenschein | Barbara-Charlotte Transbacher                               |                                  |                                              |
| Zaza von Baden     | Zaza Transbacher                                            | Barbara-Charlottes Halbschwester |                                              |
| Gracia Gracioso    | Gracia von Baden, ab Folge 3 durch Heirat Gracia Sibenhüner | Zazas Tochter                    |                                              |
| Else Roe           | Oma Else Transbacher                                        | Zazas Mutter                     |                                              |
| Vablushka          | Chiara Transbacher                                          | Barbara-Charlottes Tochter       | S03E03, S04E08                               |
| Claudia Walker     | Oma Claudia Transbacher                                     | Barbara-Charlottes Mutter        | S03E03                                       |

| Name               | Rolle                                                                   | Bemerkung                                                                              | Familien-verhältnisse                                  | Mitwirkung                                                  |
| ------------------ | ----------------------------------------------------------------------- | -------------------------------------------------------------------------------------- | ------------------------------------------------------ | ----------------------------------------------------------- |
| Babsy Sonnenschein | Barbara-Charlotte Transbacher                                           | Betreiberin der Pension                                                                |                                                        | Fehlt in Episode S04E07                                     |
| Zaza von Baden     | Zaza Transbacher                                                        | Frühstücks-Mamsell mit der Bestrebung das „Restaurant Transbacher“ zu leiten           | Barbara-Charlottes Halbschwester                       | Fehlt in Episede S04E03                                     |
| Gracia Gracioso    | Gracia Sibenhüner ab Folge 3 durch erneute Heirat Gracia Hasenhasser    | Housekeeping                                                                           | Zazas Tochter ab Folge 3 Ehefrau von Hasso Hasenhasser | Alle Episoden                                               |
| Alex von Schmidt   | Hansi Fickenich                                                         | Inhaber eines Wasserhäuschens                                                          | Nachbar                                                | Episoden S02E01- S03E01 S04E08 S05E06                       |
| Felicia Banzai     | Frolln Pappenheimer                                                     | Azubi und Frontdesk-Managerin                                                          | In ewiger Ausbildung                                   | Episoden S02E01-S04E08                                      |
| Franky Sunshine    | - Kevin Johannes Habersack (S02E01) - Eggbert Pissenbrenner (ab S02E02) | Zunächst als Gast ab Folge 2 zuerst Eierlieferant, später festangestellter Hausmeister | Hausmeister                                            | Episode S02E01, S02E02 ab S02E04 in allen weiteren Episoden |
| Toby As            | Frau Bartmann                                                           | Temporäre Hüterin des Wasserhäuschens                                                  | Cousine mütterlicherseits von Herrn Fickenich          | Ab Episode S04E01                                           |
| Ariya Angelic      | Rosetta Ramblecht                                                       | “Aggressive Asiatin”                                                                   | Rezeptionistin                                         | Ab Episode S05E01                                           |

| Name                   | Rolle                                                                   | Episode                                       |
| ---------------------- | ----------------------------------------------------------------------- | --------------------------------------------- |
| Verena Fesser          | Die Apothekerin                                                         | S01E01                                        |
| Kate Rain              | Frau Kissenklüter                                                       | S01E01, S01E02, S01E03, S01E04, S03E03        |
| Lilith Hammers         | Sabrina-Chayenne Kissenklüter                                           | S01E02, S01E03, S01E04                        |
| Christian Moser        | Der böse Mann Herr Testosteroni                                         | S01E02 S01E04                                 |
| Nana Vistor            | Die Kellnerin Baronin von Zickendrath                                   | S01E03 S02E01                                 |
| Doris Brandt           | Frau Nacktduscher Madame Tamtam                                         | S01E04 S02E03                                 |
| Ulla von Donnerscheid  | Waltraut von der Weidenvögler Wally Fogelbird                           | S02E02, S02E03 S04E01                         |
| Molly Mountain         | Horst-Harry Schwammborn Klausine Klöthmann-Blasewitz                    | S02E03 S03E02                                 |
| Tom Jäkle              | Adelheid van Seidennaht Frau Schneider-Lützgendorf                      | S02E04, S03E01 S03E04, S04E02, S05E02, S05E06 |
| Marlon Nefander        | Gustavo Grandote                                                        | S02E04                                        |
| Clemens Zimmermann     | Ganymed                                                                 | S02E04                                        |
| Bernd Krumnow          | Herr Esser                                                              | S02E04, S04E05, S05E01                        |
| Svenja Timme           | Frau Meyer-Lutschendarf                                                 | S02E04                                        |
| Dirk Bachhausen        | Herr Lümmelmann Herr & Frau Müller-Thurgau                              | S03E01 S04E06                                 |
| Kitty Catharsis        | Frau Geschlechtsneutral Frau Doppeldoldi Schwester Clementine Schwester | S03E01 S04E01 S04E07                          |
| Ralf König             | Herr Kränkler                                                           | S03E02                                        |
| Kenny Merzhäuser       | Herr Bumsfalle-Ra                                                       | S03E02                                        |
| Ellen Hausicke         | Frau Schmidtbindestrich Sybille Engenscheider                           | S03E02 S04E03                                 |
| Steffen Lopens         | Hasso Hasenhasser                                                       | S03E03, S04E03, S04E05                        |
| Julia Monro            | Frau Schmandmaul                                                        | S03E03                                        |
| Rino Galiano           | Elwa Tr’tcz Eberhart von Naggenstegg                                    | S03E04 S05E05                                 |
| Johannes Bade          | Horst Engenscheider                                                     | S04E03                                        |
| Lara Lengersdorf       | Uschi Lanzensauger                                                      | S04E03                                        |
| Joshua Burgmann        | Heiner Lanzensauger Herr Sodbrenner                                     | S04E03 S05E02                                 |
| Christiane Angelrodt   | Gerlinde Lutschknecht Jekatarina Kathederovic                           | S04E04 S05E04                                 |
| Markus Weyer           | Zimmergast A                                                            | S04E04                                        |
| Mike Mitrovic          | Zimmergast B Herr Lang                                                  | S04E04 S04E08                                 |
| Fey Knus               | Frau Grau                                                               | S04E05                                        |
| Ivy Dripp              | Cousine Püppi                                                           | S04E06                                        |
| Pierre Stoltenfeldt    | Karl Albert UIrich                                                      | S04E07                                        |
| Marion Radtke          | Schwester Gertrud Schwester                                             | S04E07                                        |
| Ralf Philipps          | Percy Bonerwix                                                          | S05E01                                        |
| Daphne Dragee          | Frau Langenbreitscheid                                                  | S05E02                                        |
| Michael Grebe          | Herr Langenbreitscheid                                                  | S05E02                                        |
| Bernd Schulze-Allebrod | Herr Löffler Norbert-Renate Käsekuchen                                  | S05E02 S05E07                                 |
| Veronika Bülow         | Frau Kotzenwühler                                                       | S05E02                                        |
| Damien Gietz           | Doktor Klemmer Tennis Streichzart                                       | S05E03 S05E05                                 |
| B2Berlin (Thomas Bode) | Gönnjamin Bindestrich                                                   | S05E04                                        |
| Muck Hicking           | Der Tonbua                                                              | S05E05                                        |
| Verena Hicking         | Pensions-Gästin                                                         | S05E06                                        |
| Helen Keine-Hohenschuh | Katrin Votzenreiter                                                     | S05E07                                        |
| Stefan Klör            | Bonifazius Kiesewetter                                                  | S05E07                                        |

## Episodenliste
| Episoden-Nr. | Titel                                        | Erstausstrahlung | Producer           | Kamera             |
| ------------ | -------------------------------------------- | ---------------- | ------------------ | ------------------ |
| S01E01       | Familie Transbacher – Generationen-Konflikte | 24.11.2011       | Babsy Sonnenschein | Damien Gietz       |
| S01E02       | Familie Transbacher geht baden               | 03.10.2012       | Babsy Sonnenschein | Stefan Schuster    |
| S01E03       | Familie Transbacher geht brönschen           | 26.10.2014       | Babsy Sonnenschein | Denise Streichardt |
| S01E04       | Familie Transbacher geht bohlen              | 06.11.2015       | Babsy Sonnenschein | Damien Gietz       |
| S02E01       | Pension Transbacher – Best House am Place    | 12.06.2018       | Babsy Sonnenschein | Damien Gietz       |
| S02E02       | Los Wochos del Ei                            | 12.07.2019       | Julia Monro        | Denise Streichardt |
| S02E03       | Die KloAAAke                                 | 20.09.2019       | Julia Monro        | Denise Streichardt |
| S02E04       | Der VAU-I-PEH Gast                           | 14.12.2019       | Julia Monro        | Denise Streichardt |
| S03E01       | Der Kleinkredit                              | 03.09.2020       | Julia Monro        | Denise Streichardt |
| S03E02       | Der Inspektör                                | 26.10.2020       | Julia Monro        | Denise Streichardt |
| S03E03       | Muttertag                                    | 02.07.2021       | Julia Monro        | Denise Streichardt |
| S03E04       | Inventur                                     | 20.08.2021       | Julia Monro        | Denise Streichardt |
| S04E01       | Mexico                                       | 24.10.2021       | Julia Monro        | Denise Streichardt |
| S04E02       | Schlankolade                                 | 06.12.2021       | Julia Monro        | Denise Streichardt |
| S04E03       | Novosibirsk                                  | 15.03.2022       | Julia Monro        | Timm Biedermann    |
| S04E04       | Feng Shui                                    | 18.06.2022       | Julia Monro        | Denise Streichardt |
| S04E05       | Die Teil-Amnesie                             | 25.08.2022       | Julia Monro        | Denise Streichardt |
| S04E06       | Der Eklat                                    | 19.12.2022       | Julia Monro        | Denise Streichardt |
| S04E07       | Krank                                        | 11.04.2023       | Julia Monro        | Denise Streichardt |
| S04E08       | Bananas                                      | 20.08.2023       | Julia Monro        | Denise Streichardt |
| S05E01       | Der Doppelgänger                             | 10.11.2023       | Julia Monro        | Denise Streichardt |
| S05E02       | Die bunten Bulemie-Wochen                    | 27.12.2023       | Julia Monro        | Gesa Gadow         |
| S05E03       | Die Madonnen-Erscheinung                     | 08.03.2024       | Babsy Sonnenschein | Denise Streichardt |
| S05E04       | Scherzartiggel                               | 17.05.2024       | Julia Monro        | Denise Streichardt |
| S05E05       | Brauchtum                                    | 29.08.2024       | Julia Monro        | Denise Streichardt |
| S05E06       | Heimatfront                                  | 06.12.2024       | Julia Monro        | Denise Streichardt |

## Produktion und Veröffentlichung
Die Serie wird unabhängig produziert und finanziert, ohne Beteiligung großer Produktionsfirmen oder Studios. Die Produktion übernahm Julia Monro ab Staffel 2. Drehort ist das Hotel Garni-Tell in Siegen.